# 柴田純 (歴史学者)
柴田 純（しばた じゅん、1947年6月 - ）は、日本の近世史学者。
名古屋市生まれ。1972年京都大学文学部国史学科卒業。1981年同大学院博士課程単位取得満期退学。1991年京都外国語大学助教授、1995年教授、1999年京都女子大学教授、2013年定年退職。1993年 京都大学文学博士。

## 著書
- 『思想史における近世』思文閣出版 1991
- 『江戸武士の日常生活：素顔・行動・精神』講談社選書メチエ 2000／読みなおす日本史 吉川弘文館 2023 ISBN　9784642075251
- 『日本幼児史 子どもへのまなざし』吉川弘文館 2013 ISBN 9784642080835、読みなおす日本史　2025　ISBN　9784642078092
- 『江戸のパスポート 旅の不安はどう解消されたか』吉川弘文館 歴史文化ライブラリー 2016 ISBN 9784642058322
- 『考える江戸の人々: 自立する生き方をさぐる』吉川弘文館 2018　ISBN　9784642083324

共編
- 『北野天満宮和書漢籍目録』藤井譲治・安国良一共編 北野天満宮 1990